# Медак, Питер
Пи́тер Ме́дак (англ. Peter Medak; род. 23 декабря 1937, Будапешт) — английский режиссёр кино и телевидения.

## Биография
Питер Медак родился в Венгрии в еврейской семье, но в 1956 году бежал из родной страны в Англию в связи с восстанием. Там он начал карьеру в киноиндустрии сначала в качестве стажёра, а потом и режиссёра. С 1963 года он ставил телевизионные фильмы для MCA Universal Pictures. В 1967 году он подписал контракт с Paramount Pictures на постановку художественных фильмов. Его первым художественным фильмом стала лента Negatives, поставленная в 1968 году.
Дальнейшая его карьера была неравномерной: фильмы, имеющие кассовый успех, соседствовали с коммерчески неудачными. Вот некоторые из его наиболее выдающихся работ, известных в России: «Правящий класс (фильм)» (1972); «Братья Крэй» (1990); «Ромео истекает кровью» (1994). Питер Медак поставил также несколько телевизионных эпизодов, а также две серии из сериала «Прослушка».
Его первая жена Кэтрин ЛаКерманс, от которой у него есть двое детей, трагически погибла в Лондоне в 70-х. От второй жены, английской актрисы Кэролин Сеймур, с которой он впоследствии развёлся, у него также двое детей. Брак с третьей женой, оперной певицей Джулией Мигенес, продолжался с 1988 года по 2003.

## Фильмография

### Актёр
1. 1994 — «Полицейский из Беверли-Хиллз 3» / Beverly Hills Cop 3 — человек в углу.

### Продюсер
1. 1966 — «Калейдоскоп» / Kaleidoscope
2. 1967 — «Фантом» / Fathom
3. 1997 — «Горбун из Нотр Дама» / The Hunchback

### Помощник режиссёра
1. 1961 — «The Breaking Point»
2. 1962 — «Призрак Оперы» / The Phantom of the Opera
3. 1966 — «Похороны в Берлине» / Funeral in Berlin
4. 1967 — «Фантом» / Fathom

### Режиссёр

#### Эпизоды телесериалов
1. 1965 — «Court Martial» (эпизод Operation Trojan Horse)
2. 1969 — «Странный отчёт» / Strange Report (эпизоды Sniper: When Is Your Cousin Not? и Skeleton: Let Sleeping Heroes Lie)
3. 1972 — «Сыщики-любители экстра класса» / The Persuaders! (эпизод Someone Waiting)
4. 1976-1977 — «Космос: 1999» / Space: 1999 (эпизоды The Seance Spectre и Space Warp)
5. 1978 — «Профессионалы» / The Professionals (эпизод The Rack)
6. 1978 — «Return of the Saint» (эпизод The Arrangement)
7. 1982 — «Супруги Харт» / Hart to Hart (эпизоды One Hart Too Many; Harts on Campus; The Harts Strike Out; Harts on Their Toes)
8. 1983 — «Ремингтон Стил» / Remington Steele (эпизод Scene Steelers)
9. 1984-1987 — «Театр волшебных историй» / Faerie Tale Theatre (эпизоды The Dancing Princesses; The Emperor’s New Clothes; The Snow Queen; Snow White and the Seven Dwarfs; Pinocchio)
10. 1985 — «Частный детектив Магнум» / Magnum, P.I. (эпизод Professor Jonathan Higgins)
11. 1985 — «Otherworld» (эпизод Princess Metra)
12. 1985-1987 — «Сумеречная зона» / The Twilight Zone (эпизоды Private Channel; Grace Note; Button, Button; Personal Demons; Still Life; Dead Woman’s Shoes; Ye Gods)
13. 1987 — «Сент-Элсвер» / St. Elsewhere (эпизод Cold War)
14. 1987 — «Криминальные истории» / Crime Story (эпизод Ground Zero)
15. 1987 — «Красавица и чудовище» / Beauty and the Beast (эпизод Song of Orpheus)
16. 1988 — «Мон-Руаяль» / Mount Royal (эпизод The Ties That Bind)
17. 1989 — «Чайна-Бич» / China Beach (эпизод All About E.E.V.)
18. 1992 — «Байки из склепа» / Tales from the Crypt (эпизод The New Arrival)
19. 1994-1998 — «Убойный отдел» / Homicide: Life on the Street (эпизоды All Through the House; Colors; The Hat; Justice: Part 2; Deception; Brotherly Love)
20. 1996 — «Клан» / Kindred: The Embraced (эпизоды Prince of the City; The Original Saga)
21. 1999 — «Закон и порядок: Специальный корпус» / Law & Order: Special Victims Unit (эпизод Stalked)
22. 2001 — «Защитник» / The Guardian (эпизод Feeding Frenzy)
23. 2002 — «Прослушка» / The Wire (эпизоды The Buys; The Pager)
24. 2003 — «Карнавал» /Carnivàle (эпизод Black Blizzard)
25. 2004 — «Седьмое небо» / 7th Heaven (эпизод Angel)
26. 2004 — «Доктор Хаус» / House, M.D. (эпизод The Socratic Method)
27. 2006 — «По справедливости» / In Justice(эпизод Badge of Honor)
28. 2007 — «Мастера ужасов» / Masters of Horror (эпизод «Вашингтонцы» / The Washingtonians)
29. 2009 — «Во все тяжкие» / Breaking Bad (эпизод Peekaboo)
30. 2009 — «Детектив Раш» / Cold Case(эпизод Iced)

#### Художественные фильмы
1. 1968 — Negatives
2. 1972 — Правящий класс (фильм) / The Ruling Class
3. 1972 — «A Day in the Death of Joe Egg»
4. 1973 — «Третья девушка слева» / The Third Girl from the Left
5. 1974 — «Ghost in the Noonday Sun»
6. 1976 — «Спортивный шанс» / Sporting Chance
7. 1977 — «The Rocking Horse Winner»
8. 1978 — «The Odd Job»
9. 1980 — «Перебежчик» / The Changeling
10. 1980 — «The Babysitter»
11. 1981 — «Зорро, голубой клинок» / Zorro, the Gay Blade
12. 1981 — «Хозяйка рая» / Mistress of Paradise
13. 1982 — «Cry for the Strangers»
14. 1982 — «Космическая принцесса» / Cosmic Princess
15. 1984 — «Breakin' Through»
16. 1986 — «Мужской клуб» / The Men’s Club
17. 1989 — «Nabokov on Kafka»
18. 1990 — «Человеческий голос» / La voix humaine
19. 1990 — «Братья Крэй» / The Krays
20. 1991 — «Пусть получит своё» / Let Him Have It
21. 1994 — «Ромео истекает кровью» / Romeo Is Bleeding
22. 1994 — «Луна Понтиак» / Pontiac Moon
23. 1997 — «Горбун из Нотр Дама» / The Hunchback
24. 1998 — «Особь 2» / Species II
25. 2000 — «Дэвид Копперфильд» / David Copperfield
26. 2004 — «Питер Гэбриел: Игра» / Peter Gabriel: Play
27. 2006 — «Мисс Марпл: щёлкни пальцем только раз» / Marple: By the Pricking of My Thumbs
28. 2008 — «Секс и ложь в Син-сити» / Sex and Lies in Sin City
29. 2010 — «Вилла Голицын» / The Villa Golitsyn
30. 2010 — «Fallen Moon»
31. 2010 — «Захват» / Carjacked